# Nokia 6233
Nokia 6233 – telefon 3G produkowany przez firmę Nokia, działający w sieci GSM 900, 1800, 1900.

## Dane techniczne

### Wyświetlacz
- Wyświetlacz TFT,2.0"
- 262 144 kolorów
- 240 x 320 pikseli

### Aparat
- Aparat fotograficzny: rozdzielczość min. 160x120 do max. 1600 x 1200 pikseli, dwa tryby robienia zdjęć (standardowy i nocny), cyfrowa funkcja zbliżania x16, samowyzwalacz oferujący kilka trybów
- Nagrywanie wideo: rozdzielczości wideo 128x96, 176x144, 352x288, 640x480; dźwięk (wł./wył.); cyfrowa funkcja zbliżania x8

### Pamięć
- Pamięć wewnętrzna i pojemności ok. 6 MB dla użytkownika
- Gniazdo karty rozszerzającej pamięć: karta microSD o pojemności do 2 GB
- Ten telefon cechuje się odpornością na uszkodzenia fizyczne gniazda pamięci ze względu na to iż 6233 ma perfekcyjnie wykonaną obudowę.

### Łączność bezprzewodowa
- Bezprzewodowa technologia Bluetooth 2.0
- Port podczerwieni (IrDA)
- Lokalna i zdalna bezpośrednia synchronizacja między urządzeniami za pomocą protokołu SyncML
- Synchronizacja z komputerem za pomocą pakietu Nokia PC Suite przy użyciu kabla USB i bezprzewodowej technologii Bluetooth

### Multimedia
- Głośniki stereofoniczne
- Odtwarzacz muzyczny obsługujący pliki w formatach MP3, MP4, AAC, AAC+, eAAC+, WMA, H.263 i H.264
- Stereofoniczne radio FM
- Strumieniowe transmisje wideo w formacie 3GPP
- Przeglądarka XHTML

### Transmisja danych
- EDGE (EGPRS): klasa 10 do 236 kb/s
- GPRS: klasa 10
- UMTS do 1 Mb/s

### Funkcje głosowe
- Wbudowany zestaw głośnomówiący
- Funkcja push-to-talk
- Polecenia głosowe i dyktafon

### Działanie w trzech zakresach częstotliwości
- Sieci GSM 900/1800/1900
- Automatyczna zmiana zakresu częstotliwości

## Dodatkowe
- Połączenia video działają w każdej sieci jeżeli mamy dostęp do sieci 3G
- Obudowa plastikowa, w niektórych miejscach stalowa nierdzewna.